# Fave Club
Fave Club è un CD singolo di Elio e le Storie Tese, pubblicato nel 2000.
Il singolo era in realtà un invito per un raduno del Fave Club (il fan club ufficiale del gruppo nato nel 1995 e sciolto nel 2004) allo Zelig. Questo raduno si tenne il 21 gennaio 2001. Il CD contiene tre tracce, tra cui una proto-versione del brano Evviva/La visione. È presente inoltre una traccia multimediale.

## Tracce
1. Invito alla convention « con i nostri corpi che poi canteremo e mangeremo »
2. Lettura di tutti i nomi degli iscritti al Fave Club fino al 2000
3. Protoversione di Evviva/La visione « che se ci provate a fare l'mp3 e lo mettete su Napster vi sfaviamo tutti quanti »
4. Traccia multimediale